# The Voidoids
The Voidoids, även kända som Richard Hell and The Voidoids, var en punkgrupp från New York. Frontman i bandet var Richard Hell, före detta medlem i The Neon Boys, Television och The Heartbreakers. Gruppen var mest kända för Hells nihilistiska världssyn, som märks i sånger som exempelvis "Who Says It's Good to Be Alive?".

## Diskografi

### Album
- Blank Generation, 1977
- Destiny Street, 1982
- Funhunt (livealbum), 1989

### Singlar
- "Another World", 1976
- "Blank Generation", 1977
- "The Kid with the Replaceable Head", 1979

## Members
- Richard Hell — sång, basgitarr
- Robert Quine — gitarr
- Ivan Julian — gitarr
- Marc Bell — trummor
- Naux — gitarr
- Fred Maher — trummor